# Discochora pini
Discochora pini är en svampart som först beskrevs av Sivan., och fick sitt nu gällande namn av Bissett & M.E. Palm 1989. Discochora pini ingår i släktet Discochora och familjen Botryosphaeriaceae.   Inga underarter finns listade i Catalogue of Life.